# Marimetsa raba
Marimetsa raba är en mosse i västra Estland. Den ligger i Läänemaa, 70 km sydväst om huvudstaden Tallinn. Mossen är belägen på gränsen mellan kommunerna Lääne-Nigula, Martna och Kullamaa.
Trakten ingår i den hemiboreala klimatzonen. Årsmedeltemperaturen i trakten är 2 °C. Den varmaste månaden är juli, då medeltemperaturen är 16 °C, och den kallaste är februari, med −11 °C.